# 各國城市列表

## 北美
- 美国城市列表
- 加拿大城市列表

## 拉丁美洲
- 墨西哥城市列表
- 巴拿马城市列表
- 海地城市列表
- 牙买加城市列表
- 秘魯城市列表
- 城市列表
- 古巴城市列表
- 薩爾瓦多城市列表
- 波多黎各城市列表
- 哥伦比亚城市列表
- 委內瑞拉城市列表
- 城市列表
- 城市列表
- 城市列表
- 玻利维亚城市列表
- 阿根廷城市列表
- 城市列表
- 智利城市列表
- 巴西城市列表
- 城市列表
- 城市列表
- 尼加拉瓜城市列表
- 巴哈马城市列表
- 千里達及托巴哥城市列表
- 巴拉圭城市列表
- 乌拉圭城市列表
- 苏里南城市列表
- 城市列表
- 安地卡及巴布達城市列表

## 歐洲
- 英国城市列表
- 挪威城市列表
- 瑞典城市列表
- 冰島城市列表
- 芬兰城市列表
- 丹麦城市列表
- 德国城市列表
- 瑞士城市列表
- 奥地利城市列表
- 斯洛伐克城市列表
- 義大利城市列表
- 希腊城市列表
- 波蘭城市列表
- 羅馬尼亞城市列表
- 乌克兰城市列表
- 阿尔巴尼亚城市列表
- 爱尔兰城市列表
- 俄羅斯城市列表
- 保加利亚城市列表
- 匈牙利城市列表
- 荷蘭城市列表
- 比利时城市列表
- 盧森堡城市列表
- 葡萄牙城市列表
- 法國城市列表
- 西班牙城市列表
- 塞爾維亞城市列表
- 斯洛維尼亞城市列表
- 白俄羅斯城市列表
- 城市列表
- 城市列表
- 摩尔多瓦城市列表
- 捷克城市列表
- 爱沙尼亚城市列表
- 北馬其頓城市列表
- 拉脫維亞城市列表
- 蒙特內哥羅城市列表
- 立陶宛城市列表
- 賽普勒斯城市列表

## 亞洲
- 土耳其城市列表
- 城市列表
- 亞美尼亞城市列表
- 城市列表
- 阿曼城市列表
- 沙烏地阿拉伯城市列表
- 阿联酋城市列表
- 伊拉克城市列表
- 伊朗城市列表
- 叙利亚城市列表
- 黎巴嫩城市列表
- 以色列城市列表
- 巴勒斯坦城市列表
- 约旦城市列表
- 葉門城市列表
- 科威特城市列表
- 巴林城市列表
- 印度城市列表
- 巴基斯坦城市列表
- 緬甸城市列表
- 阿富汗城市列表
- 泰國城市列表
- 尼泊尔城市列表
- 不丹城市列表
- 柬埔寨城市列表
- 马来西亚城市列表
- 城市列表
- 中华人民共和国城市列表
- 城市列表
- 城市列表
- 日本城市列表
- 蒙古国城市列表
- 城市列表
- 馬爾地夫城市列表
- 印度尼西亞城市列表
- 菲律賓城市列表
- 中華民國城市列表
- 斯里蘭卡城市列表
- 越南城市列表
- 城市列表
- 城市列表
- 城市列表
- 城市列表
- 城市列表
- 城市列表
- 东帝汶城市列表

## 大洋洲
- 城市列表
- 新西兰城市列表
- 城市列表

## 非洲
- 突尼西亞城市列表
- 摩洛哥城市列表
- 乌干达城市列表
- 安哥拉城市列表
- 辛巴威城市列表
- 城市列表
- 城市列表
- 莫桑比克城市列表
- 尚比亞城市列表
- 城市列表
- 城市列表
- 几内亚城市列表
- 阿尔及利亚城市列表
- 城市列表
- 布吉納法索城市列表
- 賴索托城市列表
- 马拉维城市列表
- 多哥城市列表
- 尼日尔城市列表
- 奈及利亞城市列表
- 城市列表
- 利比里亚城市列表
- 埃及城市列表
- 城市列表
- 加彭城市列表
- 坦桑尼亚城市列表
- 城市列表
- 城市列表
- 城市列表
- 城市列表
- 剛果城市列表
- 剛果(金)城市列表
- 城市列表
- 纳米比亚城市列表
- 塞内加尔城市列表
- 利比亞城市列表
- 喀麦隆城市列表
- 布吉納法索城市列表
- 衣索比亞城市列表
- 城市列表
- 马达加斯加城市列表
- 卢旺达城市列表
- 城市列表
- 南非城市列表
- 毛里塔尼亚城市列表
- 苏丹城市列表
- 南蘇丹城市列表
- 城市列表

|  | 本条目是地理相关列表索引。 |